# Phyllogomphoides regularis
Phyllogomphoides regularis là loài chuồn chuồn trong họ Gomphidae. Loài này được Selys mô tả khoa học đầu tiên năm 1873.